# هیرومیتسو یسوگای
هیرومیتسو یسوگای (به انگلیسی: Hiromitsu Isogai) بازیکن فوتبال اهل ژاپن و عضو تیم ملی فوتبال ژاپن است که در تاریخ ۰۶ ژانویه ۱۹۹۵ میلادی اولین بازی ملی‌اش را انجام داد. او در ۲ بازی ملی حضور داشت و آخرین بازی ملی خود را در تاریخ ۸ ژانویه ۱۹۹۵ میلادی انجام داد. هیرومیتسو یسوگای در بازی‌های ملی‌اش
گلی به ثمر نرساند.